# لیتا سهیلا سهی

سهیلا سهی معروف به لیتا (زادهٔ فروردین ۱۳۴۵ خورشیدی) سوارکار زن رشتهٔ درساژ اهل کشور ایران است.او به رشته سوارکاری درساژ علاقه دارد و از سال ۲۰۱۴ به‌طور رسمی در بازیهای بین‌المللی این رشته فعال است. او در مسابقات سطح بالای سی دی آی و چهار ستاره و جایزه بزرگ شرکت کرده‌است و عنوان‌های یازدهمی سیزدهمی را نیز بدست آورده‌است. او در مسابقات سال ۲۰۱۷ دو عنوان هشتم و نهم را بدست آورده‌است. سهیلا سهی در بازیهای آسیایی جاکارتا نیز حضور داشت و کار خود را با کسب عنوان دوازدهمی به پایان رساند.